# Aljan Abu al-Ghajt
Husajn Aljan Abu al-Ghajt (arab. حسين عليان أبو الغيط) – egipski zapaśnik walczący w stylu klasycznym. Wicemistrz Afryki w 2010 roku.